# Vittorio Giaccone
Vittorio Giuseppe Maria Felice Giaccone (Mondovì, 1º gennaio 1858 – Mondovì, 11 luglio 1933) è stato un avvocato e politico italiano.
Entrato inizialmente nell'ordine giudiziario si dedica in seguito alla professione di avvocato, che gli consente la contemporanea attività politica. Deputato per cinque legislature, sostenitore di Giovanni Giolitti, è stato anche consigliere comunale e sindaco di Mondovì. Nominato senatore a vita nel 1920.